# 2839 Annette
2839 Annette è un asteroide della fascia principale. Scoperto nel 1929, presenta un'orbita caratterizzata da un semiasse maggiore pari a 2,2168773 au e da un'eccentricità di 0,1502165, inclinata di 4,80729° rispetto all'eclittica.
L'asteroide è dedicato alla figlia dello scopritore.